# Croton hasslerianus
Espèce
Croton hasslerianus est une espèce de plantes à fleurs du genre Croton et de la famille des Euphorbiaceae, présente au Paraguay.